# Llengua de gel

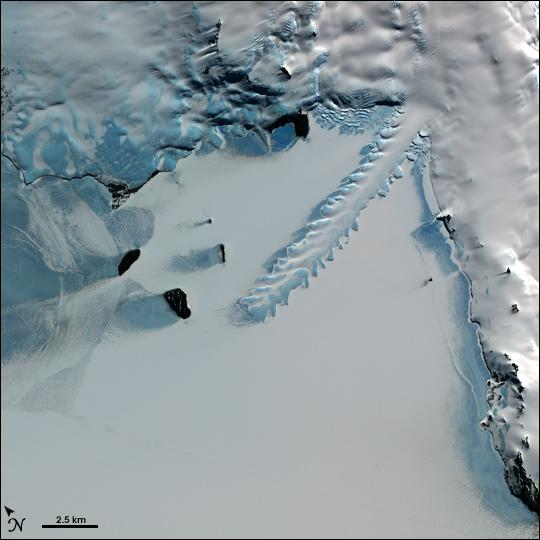
A Llengua de gel Erebus, desprenent-se de la Glacera Erebus de 3,800m (12467,2 ft). La Muntanya Erebus, Illa de Ross, Antàrtida. La llengua de gel s'està projectant cap a l'interior de l'Estret de McMurdo (congelada en aquesta imatge).

Una llengua de gel és una fina i extensa capa de gel que es projecta cap a fora de la línia costanera. Es formen quan una glacera de vall es desplaça molt ràpidament cap a l'interior de l'oceà o d'un llac.